# Enrico Hüllweck
Enrico Hüllweck (Vicenza, 31 marzo 1946) è un politico italiano.
Dal 1998 al 2008 è stato sindaco della città di Vicenza.

## Biografia
Nato a Vicenza, è figlio di Lydia e di Carlo Hüllweck. Si diploma al liceo scientifico Lioy di Vicenza, e successivamente si laurea in medicina e chirurgia all'Università degli Studi di Padova, specializzandosi in pediatria, endocrinologia e malattie del ricambio (all'Università degli Studi di Firenze), scienza della alimentazione e della dietetica (Università di Padova), pediatria sociale, paidologia e nipiologia (all'Università di Pisa).
Dopo aver svolto il servizio militare come ufficiale medico, ha iniziato a lavorare come medico pediatra. È stato presidente dell'Ordine dei medici chirurghi e degli odontoiatri di Vicenza dal 1990 al 2000. È stato membro della Commissione nazionale permanente per il codice di deontologia medica ed è stato membro della Commissione di bioetica della Regione Veneto.
Ha svolto anche attività di sindacalista medico ospedaliero come esponente della Coordinamento Italiano Medici Ospedalieri (CIMO), della quale è stato vicesegretario nazionale dal 1976 al 1996. È stato inoltre iscritto all'Albo dei giornalisti ed è stato direttore di alcune testate, prevalentemente a carattere politico, sindacale e scientifico.
È stato sposato con Vanna Velo dalla quale ha avuto un figlio, Giorgio, giornalista di TVA Vicenza. La moglie è prematuramente mancata nel luglio del 1998. Dal 2003 è sposato con l'architetto Lorella Bressanello. Alla cerimonia in cattedrale partecipò anche Silvio Berlusconi, in qualità di suo testimone di nozze.

## Carriera politica
Nella XII Legislatura è stato deputato, venendo eletto nelle elezioni politiche del 27 e 28 marzo 1994 per la Lega Nord.
Dopo la caduta del primo governo Berlusconi aderisce a Forza Italia.
Dal 2007 al 2010 ha ricoperto la carica di presidente della fondazione teatro comunale Città di Vicenza.
Dal luglio 2008 al 2011 è stato capo della segreteria politica del Ministero per i beni e le attività culturali.

### Sindaco di Vicenza
Il 13 dicembre 1998, battendo al ballottaggio con il 56,5% dei voti Giorgio Sala (sindaco di Vicenza tra gli anni sessanta e settanta), diviene primo cittadino di Vicenza. Il primo mandato viene ricordato per l'avvio di alcune opere di riqualificazione (Campo Marzo, avvio dei lavori al Parco Fornaci, ristrutturazione della Torre Bissara), per l'inserimento di numerose rotatorie (fino ad allora quasi assenti a Vicenza) con lo scopo di fluidificare il traffico cittadino e per l'imponente evacuazione, nell'aprile 2001,  di quasi 80.000 cittadini a seguito del ritrovamento di una bomba della seconda guerra mondiale al Cimitero Maggiore. È stato il primo sindaco d'Italia a essere nominato "Difensore ideale dell'Infanzia” da parte dell'UNICEF.
Viene rieletto per un secondo mandato dopo il ballottaggio dell'8 e 9 giugno 2003, che lo vede vincente con il 53,8% dei suffragi contro il candidato di centrosinistra Vincenzo Riboni. In questo secondo mandato porta a termine la costruzione della tangenziale Sud e quella del teatro comunale Città di Vicenza, avvia i lavori per la costruzione del nuovo tribunale con il nuovo quartiere Borgoberga e quelli di ristrutturazione della Basilica Palladiana.
Gli ultimi anni del secondo mandato sono segnati dalle contestazioni a seguito dell'approvazione della costruzione di una nuova base americana all'Aeroporto Dal Molin.
Il 13 febbraio 2008, a pochi mesi dalla scadenza naturale del suo secondo mandato, rassegna le sue dimissioni per potersi candidare come parlamentare alle elezioni politiche del 2008, a cui però non viene eletto.